# Predvorica
Predvorica (en serbe cyrillique : Предворица) est un village de Serbie situé sur le territoire de la ville de Šabac, district de Mačva. Au recensement de 2011, il comptait 415 habitants.

## Histoire

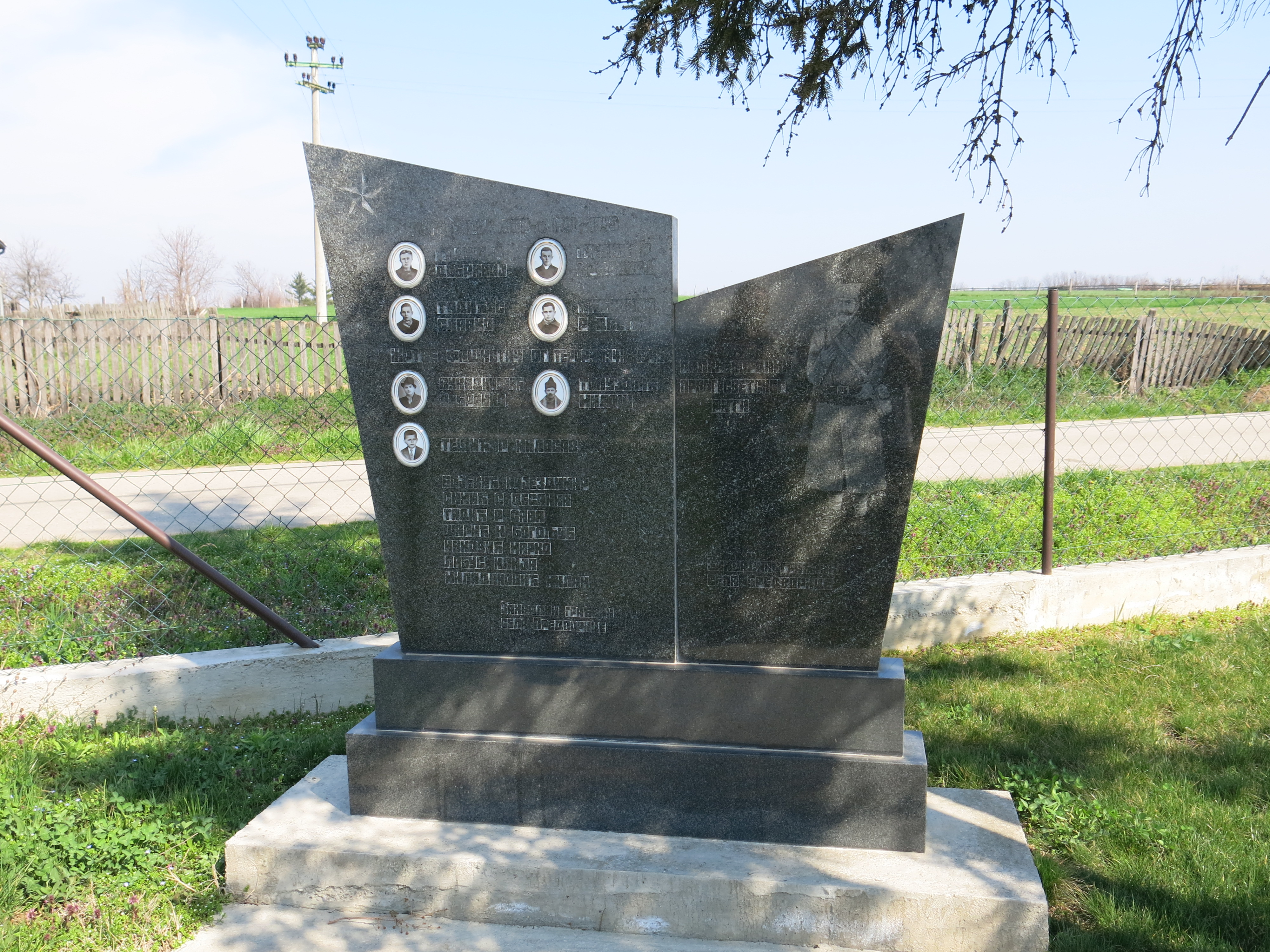
Le Monument aux morts de la Première Guerre mondiale

## Démographie
| 1948 | 1953 | 1961 | 1971 | 1981 | 1991 | 2002 | 2011 |
| ---- | ---- | ---- | ---- | ---- | ---- | ---- | ---- |
| 517  | 540  | 511  | 469  | 445  | 430  | 469  | 415  |

|  |